# Константин Златанов
Константин Златанов (болг. Константин Златанов; нар. 3 червня 1886, Софія — пом. невідомо) — болгарський військовий діяч, генерал-лейтенант кавалерії.

## Біографія
Народився 3 червня 1886 в Софії в родині капітана Івана Златанова (згодом генерал-майор) і його дружини Ольги, дочки відомого болгарського торгового і політичного діяча Ніколи Тапчилещова. 19 вересня 1906 закінчив Військове училище в Софії та отримав звання підпоручника. 22 вересня 1909 отримав звання лейтенанта і в 1912 як лейтенант 9-го кавалерійського полку був направлений на навчання до Кавалерійської школи в Пінерло, Італія, яку закінчив достроково через мобілізацію.
У грудні 1920 був призначений командиром 2-го кавалерійського полку, а з 1922 командував 5-м кавалерійським полком. У період з 1923 по 1928 командир Лейб-гвардійського кавалерійського полку. В 1928 отримав чин полковника і в тому ж році приймає командування 2-ї кінної бригади (1928-1933), а потім 1-ї кінної бригади (1933-1934). У 1935 отримав звання генерал-майора.
У 1938 отримав звання генерал-лейтенанта, а пізніше в тому ж році пішов у запас.

## Військові звання
- Підпоручник (19 вересня 1906)
- Лейтенант (22 вересня 1909)
- Капітан (5 серпня 1913)
- Майор (14 жовтня 1917)
- Підполковник (28 серпня 1920)
- Полковник (1928)
- Генерал-майор (1935)
- Генерал-лейтенант (1938)